# 이노 겐지
이노 겐지(飯野 賢治, 1970년 5월 5일 ~ 2013년 2월 20일)는 일본의 게임 개발자이다. 주요 작품으로 서바이벌 호러 게임인 《D의 식탁》 시리즈와 오디오 게임 《리얼 사운드》 등이 있다.